# Marlborough Engineering
Marlborough Engineering Limited war ein neuseeländischer Hersteller von Automobilen.

## Unternehmensgeschichte
Der Brite John North Birch war 1905 nach Neuseeland ausgewandert. 1912 gründete er das Unternehmen in Blenheim. Er stellte Motoren her und begann mit der Entwicklung eines Automobils. Die Produktion lief von 1919 bis 1922. Der Markenname lautete Marlborough. Birch zog 1922 nach Gisborne und gründete später die Carlton Car Company.
Eine Quelle gibt davon abweichend an, dass die Firmierung ab 1917 Geo. Birch, Motor Garage lautete.

## Produkte
Birch stellte Bootsmotoren und Stationärmotoren her.
Für seine Automobile entwickelte er einen Vierzylindermotor mit 5823 cm³ Hubraum, der als sehr komplex beschrieben wird. Eine Quelle gibt an, dass er letztendlich einen Einbaumotor eines anderen Herstellers verwendete. Insgesamt entstand nur ein Fahrzeug, das nach seinem Verkauf als Taxi eingesetzt wurde.
Der Käufer war James Fuller. Der Motor existiert heute noch, während das Fahrzeug verschrottet wurde.